# Stanisław Grzonkowski
Stanisław Marian Grzonkowski (ur. 21 października 1955 w Chojnicach) – polski działacz związkowy, poseł na Sejm III kadencji.

## Życiorys
W 1979 ukończył studia na Wydziale Biologii i Nauk o Ziemi Uniwersytetu Mikołaja Kopernika w Toruniu. W 1995 odbył podyplomowe studia z zakresu ekonomiki zdrowia na Uniwersytecie Warszawskim.
Od 1980 do 1983 pracował w szkole podstawowej w Zamartem jako nauczyciel. W 1980 został członkiem NSZZ „Solidarność”, przewodniczył jednej z komisji zakładowych w Kamieniu Krajeńskim. Był wysłannikiem jednego z pism związkowych na I Krajowy Zjazd Delegatów w Gdańsku. Po wprowadzeniu stanu wojennego organizował podziemne struktury NSZZ „Solidarność” w Chojnicach, z przyczyn politycznym w 1983 został zwolniony z pracy. Od 1983 do 2003 był zatrudniony jako asystent w warszawskim Instytucie Kardiologii. Współpracował z czasopismami drugiego obiegu, m.in. jako redaktor biuletynu informacyjnego w Chojnicach, a także kolporter i organizator dystrybucji innych publikacji podziemnych. Za prowadzoną działalność w 1987 został ukarany grzywną przez kolegium ds. wykroczeń.
W 1990 został etatowym działaczem „Solidarności”, przewodniczył komisji zakładowej w Instytucie Kardiologii. W latach 90. kierował społeczną komisji zdrowia przy Komisji Krajowej, a także sekcją ochrony zdrowia Regionu Mazowsze związku. Był również redaktorem związkowego „Pulsu Solidarności” i wiceprzewodniczącym Sekretariatu Ochrony Zdrowia NSZZ „S”.
W latach 1997–2001 sprawował mandat posła na Sejm III kadencji, który uzyskał z listy krajowej, kandydując w Warszawie z ramienia Akcji Wyborczej Solidarność. Pracował w Komisji Finansów Publicznych, przewodniczył Komisji Zdrowia. Od początku lat 90. związany ze spółdzielczymi kasami oszczędnościowo-kredytowymi. W latach 1995–2002 był członkiem rady nadzorczej Krajowej SKOK (1995–2002). Po zakończeniu kadencji w parlamencie od 2003 do 2004 pełnił funkcję pełnomocnika zarządu Krajowej SKOK.
Jest współautorem monografii Zdrowotne następstwa palenia tytoniu w Polsce (Wyd. Ariel, Warszawa 1992) i współredaktorem opracowania Łączy nas Solidarność: kronika „Solidarności” Służby Zdrowia 1980–2005 (Inicjatywa Wydawnicza Puls Solidarności, Warszawa 2006).

## Odznaczenia
W 2002 odznaczony Srebrnym Krzyżem Zasługi. W 2023 otrzymał Krzyż Wolności i Solidarności oraz Krzyż Kawalerski Orderu Odrodzenia Polski.